# Campionati mondiali di nuoto in vasca corta 2010 - Staffetta 4x200 metri stile libero maschile
Le qualifiche per la finale si sono svolte la mattina del 16 dicembre 2010, mentre la finale si è svolta la sera dello stesso giorno.

## Medaglie
| Posizione | Oro                                                                                    | Argento                                                                                      | Bronzo                                                                       |
| --------- | -------------------------------------------------------------------------------------- | -------------------------------------------------------------------------------------------- | ---------------------------------------------------------------------------- |
| Paese     | Russia                                                                                 | Stati Uniti                                                                                  | Francia                                                                      |
| Atleti    | Nikita Lobintsev Danila Izotov Evgeny Lagunov Alexander Sukhorukov Mikhail Polishchuk* | Peter Vanderkaay Ryan Lochte Garrett Weber-Gale Ricky Berens David Walters* Charles Houchin* | Yannick Agnel Fabien Gilot Clément Lefert Jérémy Stravius Antton Haramboure* |

## Record
Prima della manifestazione il record del mondo (RM) e il record dei campionati (RC) erano i seguenti:
| Record mondiale       | 6:51.05 | Canada    | 7 agosto 2009 Leeds, Regno Unito       |
| Record dei campionati | 6:55.65 | Australia | 10 aprile 2008 Manchester, Regno Unito |

Durante la competizione sono stati migliorati i seguenti record:
| Data             | Evento | Nazione | Tempo   | Record                                  |
| ---------------- | ------ | ------- | ------- | --------------------------------------- |
| 16 dicembre 2010 | Finale | Russia  | 6:49.04 | Record mondiale · Record dei campionati |

## Risultati batterie
| Pos. | Nazione             | Atleti | Tempo   | Batteria | Corsia | Note |
| ---- | ------------------- | --- | ------- | -------- | ------ | ---- |
| 1    | Stati Uniti         | David Walters (1:44.70) Garrett Weber-Gale (3:28.08) Charles Houchin (5:12.36) Richard Berens (6:56.53)        | 6:56.53 | 2        | 4      |      |
| 2    | Russia              | Alexander Sukhorukov (1:45.18) Evgeny Lagunov (3:28.53) Mikhail Polishchuk (5:13.52) Danila Izotov (6:57.48)   | 6:57.48 | 2        | 5      |      |
| 3    | Germania            | Paul Biedermann (1:43.60) Stefan Herbst (3:29.10) Benjamin Starke (5:13.80) Markus Deibler (6:59.83)           | 6:59.83 | 2        | 8      |      |
| 4    | Francia             | Clément Lefert (1:44.69) Fabien Gilot (3:30.44) Antton Haramboure (5:17.87) Yannick Agnel (7:00.58)            | 7:00.58 | 1        | 1      |      |
| 5    | Australia           | Tommaso D'Orsogna (1:44.80) Patrick Murphy (3:28.51) Mitchell Dixon (5:14.28) Kyle Richardson (7:02.31)        | 7:02.31 | 1        | 4      |      |
| 6    | Cina                | Haiqi Jiang (1:44.14) Jun Dai (3:30.67) Zhongchao Zhang (5:16.44) Yuhui Jiang (7:03.30)                        | 7:03.30 | 1        | 7      |      |
| 7    | Rep. Ceca           | Kvetoslav Svoboda (1:47.32) Michal Rubacek (3:32.96) Martin Verner (5:19.76) Jan Sefl (7:05.15)                | 7:05.15 | 2        | 1      |      |
| 8    | Brasile             | Rodrigo Castro (1:45.72) Nicolas Oliveira (3:32.85) Lucas Kanieski (5:21.17) Fernando Santos (7:06.20)         | 7:06.20 | 1        | 3      |      |
| 9    | Venezuela           | Cristian Quintero (1:45.33) Daniele Tirabassi (3:31.51) Roberto Gomez (5:19.71) Alejandro Gómez (7:08.43)      | 7:08.43 | 2        | 6      |      |
| 10   | Svezia              | David Ernstsson (1:48.64) Robin Andréasson (3:37.05) Simon Sjoedin (5:23.89) Mattias Carlsson (7:09.78)        | 7:09.78 | 1        | 5      |      |
| 11   | Belgio              | Pholien Systermans (1:47.80) Yoris Grandjean (3:35.73) Mathieu Fonteyn (5:24.79) PierreYves Romanini (7:12.85) | 7:12.85 | 2        | 3      |      |
| 12   | Taipei cinese       | ChiChieh Hsu (1:49.49) Ping Yuan (3:39.45) YuAn Lin (5:35.09) ShihChieh Lin (7:29.04)                          | 7:29.04 | 1        | 6      |      |
| 13   | Kuwait              | Yousef Alaskari (1:54.77) Abdullah Altuwaini (3:45.50) Mohammed Madouh (5:41.48) Sauod Altayar (7:37.66)       | 7:37.66 | 2        | 2      |      |
| 14   | Malta               | Neil Agius (1:58.03) Edward Caruana Dingli (3:53.28) Andrea Agius (5:51.20) Mark Sammut (7:48.63)              | 7:48.63 | 1        | 8      |      |
| 15   | Macao               | Antonio Tong (1:56.20) Kit Chou (3:59.50) Kuan Fong Lao (5:59.22) Pok Man Ngou (7:57.90)                       | 7:57.90 | 2        | 7      |      |
| 16   | Emirati Arabi Uniti | Obaid Aljasmi (1:57.74) Mubarak Al Besher (3:58.74) Al Kaabi Ali (5:59.44) Faisal Al Jasmi (8:03.02)           | 8:03.02 | 1        | 2      |      |

## Finale
| Pos. | Nazione     | Atleti | Corsia | Tempo   | Note            |
| ---- | ----------- | --- | ------ | ------- | --------------- |
|      | Russia      | Nikita Lobintsev (1:42.10) Danila Izotov (3:24.25) Evgeny Lagunov (5:06.57) Alexander Sukhorukov (6:49.04) | 5      | 6:49.04 | Record mondiale |
|      | Stati Uniti | Peter Vanderkaay (1:43.83) Ryan Lochte (3:24.31) Garrett Webergale (5:07.20) Richard Berens (6:49.58)      | 4      | 6:49.58 |                 |
|      | Francia     | Yannick Agnel (1:41.95) Fabien Gilot (3:24.50) Clément Lefert (5:09.51) Jérémy Stravius (6:53.05)          | 6      | 6:53.05 |                 |
| 4    | Germania    | Paul Biedermann (1:42.33) Markus Deibler (3:26.41) Stefan Herbst (5:10.11) Benjamin Starke (6:54.12)       | 3      | 6:54.12 |                 |
| 5    | Australia   | Tommaso D'Orsogna (1:43.88) Patrick Murphy (3:27.59) Mitchell Dixon (5:12.61) Kyle Richardson (6:57.41)    | 2      | 6:57.41 |                 |
| 6    | Cina        | Haiqi Jiang (1:44.54) Zhongchao Zhang (3:28.87) Yuhui Jiang (5:15.16) Jun Dai (7:02.14)                    | 7      | 7:02.14 |                 |
| 7    | Rep. Ceca   | Jan Sefl (1:45.22) Michal Rubacek (3:31.34) Martin Verner (5:17.86) Kvetoslav Svoboda (7:04.42)            | 1      | 7:04.42 |                 |
| 8    | Brasile     | Rodrigo Castro (1:46.87) Fernando Santos (3:31.57) Nicolas Oliveira (5:18.27) Lucas Kanieski (7:06.19)     | 8      | 7:06.19 |                 |